# Giustino Farnedi
Giustino Farnedi (Roversano, 23 gennaio 1939 – Perugia, 8 settembre 2023) è stato un abate, storico, archivista, bibliotecario italiano dell'ordine benedettino.

## Biografia
Giustino Farnedi (all'anagrafe Vittorio), nasce a Roversano (Cesena) il 23 gennaio 1939, ultimo di sei fratelli; i due maschi saranno entrambi sacerdoti: don Secondo e don Giustino.
Dopo aver completato le scuole elementari, all'età di undici anni, don Giustino Farnedi entra nell'abbazia di Santa Maria del Monte Archiviato l'8 marzo 2020 in Internet Archive. (Cesena), dopo essere rimasto affascinato dalla vita laboriosa e dall'impegno dei monaci del Monte negli anni del dopoguerra.
Nel monastero di Cesena completa le scuole dell'obbligo e il ginnasio; è quindi inviato a Padova per frequentare il liceo classico all'Istituto vescovile Gregorio Barbarigo, dove studia anche la Filosofia. A Padova risiede nell'abbazia di Santa Giustina e in quegli anni si lega di profonda amicizia a don Francesco G. B. Trolese, suo coetaneo e abate nel 2009.

### La formazione a Santa Maria del Monte di Cesena
Completati gli studi superiori con eccellenti risultati, nel 1958 Giustino Farnedi compie il suo anno di noviziato nell'abbazia di Montecassino. Il 18 ottobre 1959 emette la Professione monastica a Santa Maria del Monte, nelle mani dell'abate Alberto Clerici, che gli attribuisce il nome religioso di Giustino, a ricordo degli anni di studio padovani. L'anno successivo, nel 1960, don Farnedi è inviato a Roma per completare la sua formazione; studia Teologia e Liturgia nel Pontificio Ateneo di Sant'Anselmo, si diploma in Biblioteconomia alla Biblioteca Apostolica Vaticana e in Paleografia, Archivistica e Diplomatica all'Archivio Segreto Vaticano. 
Nel frattempo, il 19 marzo 1964, festa di san Giuseppe, don Giustino Farnedi è ordinato sacerdote nella chiesa abbaziale di Santa Maria del Monte, suo monastero di professione. A Cesena, collabora con lo storico dell'abbazia, don Leandro Novelli, fondatore del Centro Storico Benedettino Italiano nel 1969 e primo promotore della realizzazione del Monasticon Italiae. Allo stesso tempo continua ad alimentare il suo amore per il libro, partecipando alla sistemazione della biblioteca monastica, ancora in disordine dopo gli eventi bellici, e lavorando nel laboratorio di restauro del manoscritto e del libro antico all'interno del monastero.
Questi sono anche gli anni del Concilio Vaticano II, del quale don Giustino Farnedi condivide l'entusiasmo con il rigore del giovane benedettino, assistendo e accompagnando il suo abate, don Alberto Clerici, Presidente della Congregazione Cassinese e Padre Conciliare, e cantando alle Sante Messe nell'Aula del Concilio.

### Gli anni romani

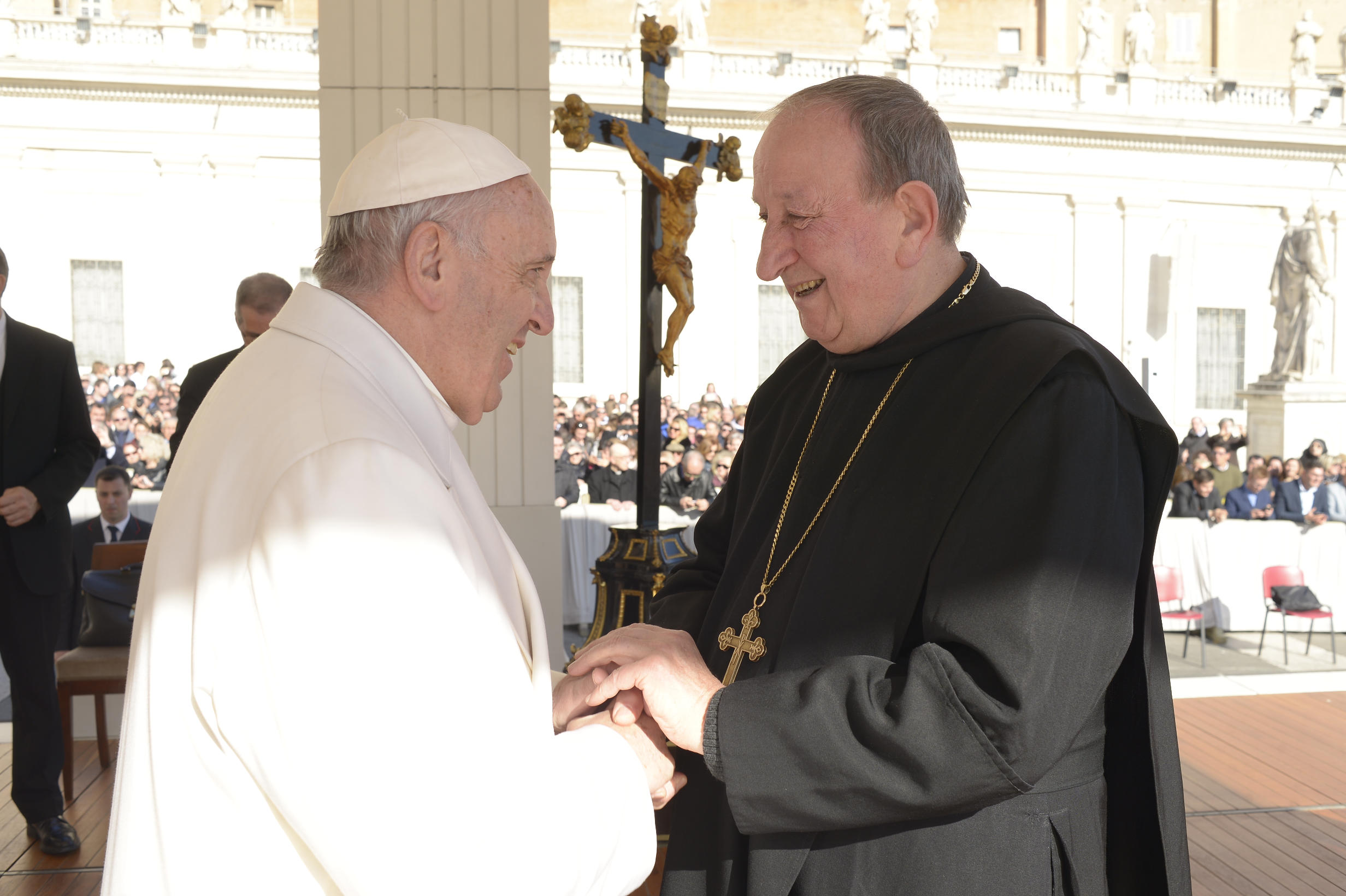
L'abate Farnedi con papa Francesco in Piazza San Pietro (6 febbraio 2016)

Dopo aver trascorso cinque anni nella sua comunità di Cesena, nel 1971 don Farnedi è chiamato a Roma dall'Abate Primate. Al Pontificio Ateneo di Sant'Anselmo è nominato bibliotecario (1971-1986) e professore di Paleografia latina al Pontificio Istituto Liturgico (1971-1989).
A Roma, don Giustino Farnedi inizia la sua attività di editore e di promotore della ricerca sulla cultura monastica. A Sant'Anselmo diventa direttore della Collana Studia Anselmiana (1971-1989). 
Nel 1982, è eletto vicedirettore e amministratore del Centro Storico Benedettino Italiano, carica che ricopre in maniera ininterrotta fino alla morte nel settembre 2023. 
Nel 1984 fonda la rivista Ecclesia Orans, organo dell'Istituto Liturgico, diventandone il primo direttore per cinque anni. 
Sempre nel 1984, diventa Segretario della Commissione Editoriale della Libreria Editrice Vaticana (1984-1988), composta dal cardinale Alfons Maria Stickler, dal vescovo Piero Rossano e da monsignor ingegner Renato Dardozzi. L'anno successivo è nominato Direttore della Libreria Editrice Vaticana (LEV); sarà lui a stampare l'ultimo volume dell'edizione critica della Vulgata dell'Abbazia di San Girolamo a Roma iniziata nel 1907 (Liber Duodecim Prophetarum, 1987) e l'editio typica altera della Nova Vulgata (1986).

### L'abbaziato a Pontida
Terminato il suo mandato quinquennale alla Libreria Editrice Vaticana, assume incarichi di rilievo nel governo della Congregazione Cassinese. L'11 ottobre 1989 è nominato Priore amministratore dell'abbazia di San Giacomo Maggiore di Pontida a Bergamo e amministratore della parrocchia. Nel Capitolo Generale tenutosi nello stesso anno, è eletto Visitatore della Congregazione Cassinese, carica che ricopre per un secondo mandato nel 2001.
Il 24 aprile 1990, don Giustino Farnedi è eletto Abate di San Giacomo Maggiore e contemporaneamente è nominato parroco di Pontida, in diocesi di Bergamo.
Come abate e parroco di Pontida, don Giustino Farnedi anima numerose attività religiose, culturali e sociali suscitando l'apprezzamento e la stima profonda di tanti fedeli e delle autorità civili ed ecclesiastiche. Nel 1995, in occasione del IX centenario della morte del fondatore, sant'Alberto da Prezzate, promuove il restauro della grande basilica gotica e del monastero rinascimentale.
Nonostante gli impegni nel governo abbaziale, a Pontida l'abate Farnedi continua la sua attività di studioso di storia del monachesimo e della Chiesa; a questi anni risale l'edizione delle Lettere familiari di papa Giovanni XXIII (1993) e, due anni dopo, della Guida ai santuari d'Italia, opera che conta due edizioni e sei ristampe.

### A San Pietro di Perugia
Nel 2003, l'abate Giustino Farnedi termina il suo mandato a San Giacomo di Pontida. Per un anno risiede nell'abbazia di San Paolo fuori le mura a Roma, dove predispone e dirige il trasferimento della biblioteca monastica (circa 100.000 volumi). 

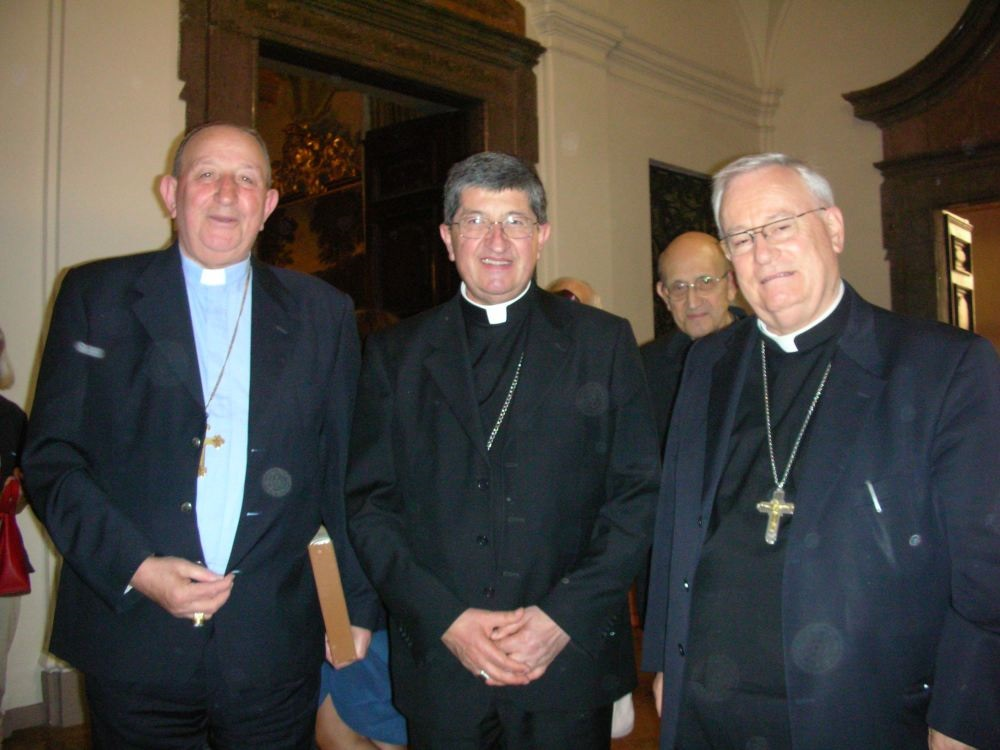
L'abate Farnedi con il card. Giuseppe Betori, il card. Gualtiero Bassetti e, in secondo piano, l'arcivescovo Giuseppe Chiaretti (Perugia, 2013).

Nel 2004, giunge a San Pietro di Perugia ed è nominato Conservatore del Monumento abbaziale e direttore dell'Archivio storico. Da allora, si è consacrato con sempre maggiore energia alla ricerca sul monachesimo, realizzando numerosi studi sulla storia dell'abbazia perugina di San Pietro. Dopo gli studi del celebre archivista don Costanzo Tabarelli, spetta all'abate Giustino Farnedi dare nuovo slancio alla ricerca sul monachesimo in Umbria e in Italia e, in particolare, sull'abbazia benedettina di San Pietro. Attraverso una ricca produzione bibliografica e l'edizione dei documenti del celebre Archivio storico dell'abbazia, mette in luce l'importanza storica e religiosa di San Pietro di Perugia dalla fondazione nel 996 fino al secolo XIX. Il frutto principale del suo lavoro è il volume L'Abbazia di San Pietro in Perugia e gli studi storici, Cesena, Centro Storico Benedettino Italiano (Italia Benedettina, 35), XV-563 pp., con 21 tavv. f.t.
Nel 2014, l'abate Farnedi assume la direzione scientifica del censimento dei monasteri benedettini in Umbria, nell'ambito del progetto del Monasticon Italiae, realizzando la pubblicazione dei volumi che recensiscono più di trecento monasteri benedettini della regione. Il primo volume è Monasteri Benedettini in Umbria, Cesena, Centro Storico Benedettino Italiano, 2014 (Biblioteca del Monasticon, 1), pp. XCIV, 392, foto e mappe, 2 tavv. f.t.
Nell'ambito pastorale ottiene molti incarichi, svolgendo il suo servizio nell'arcidiocesi di Perugia-Città della Pieve e altrove: Confessore Ordinario delle Benedettine di Santa Maria di Rosano (Firenze) dal 2004, Delegato vescovile per il Sacramento della Confermazione dal 2005, Confessore Ordinario delle Suore Apostole del Sacro Cuore di Perugia, Segretario delle Comunità di vita consacrata maschili (Cism); il 25 ottobre 2013 è nominato Vicario per la vita consacrata dell'arcidiocesi di Perugia-Città della Pieve. Dal 2015 al 2020 è Priore claustrale della comunità monastica di San Pietro di Perugia.
L'abate Giustino Farnedi muore improvvisamente la notte dell'otto settembre 2023, giorno in cui la Chiesa fa memoria liturgica della nascita della Beata Vergine Maria, alla quale fu sempre devoto. La salma è tumulata nel cimitero monastico dell'Abbazia di Santa Maria del Monte di Cesena, dove l'abate Farnedi aveva emesso la professione monastica 64 anni prima. 

## Pubblicazioni
- Piccolo messale della Madonna. Lodi e vespri, rosario e preghiere alla Beata Vergine Maria, a cura di G. Farnedi - F. Massola, Città del Vaticano, Libreria ed. Vaticana, 1988, 640 pp. con 12 tavole a colori.
- Settecento monastico italiano. Atti del I Convegno di Studi storici sull'Italia Benedettina (Cesena, 9-12 settembre 1986), a cura di Giustino Farnedi e Giovanni Spinelli, Cesena, Centro Storico Benedettino Italiano, 1990 (Italia Benedettina, 9), 938 pp. e 44 di tavole.
- L'abbazia di S. Maria del Monte di Cesena nel Settecento, Cesena, Abbazia del Monte, 1991, 138 pp. con 8 tavole.
- Giovanni XXIII. Lettere familiari: 152 inediti dal 1911 al 1952, edizione a cura di Giustino Farnedi, Pontida, Piemme, 1993, 384 pp.
- Guida ai santuari d'Italia. Santi fondatori e patroni, manifestazioni religiose, storia, arte, tradizioni, accoglienza e prodotti tipici, Casale Monferrato, Piemme, 1996, 400 pp. con tavole illustrate [6ª ristampa della 2ª edizione: 2006].
- Guida alle chiese di Roma. Storia, arte e architettura, celebrazioni liturgiche, culto dei Santi ed indulgenze particolari, visite guidate ed eventi religiosi, Casale Monferrato, Piemme, 1999, 368 pp. con illustrazioni.
- L'Abbazia di San Pietro: una Rocca?, in San Pietro, Casalina e Sant'Apollinare… da monasteri a fortezze, Perugia, 2007 (Arte e architettura. Studi e restauri, 5), pp. 11–74, con 27 ill. e bibliografia.
- La Colonia agricola dell'abbazia di San Pietro di Perugia 1862-1892, in Immagini fuori corso, una fabbrica incompleta, Perugia, 2008 (Arte e architettura. Studi e restauri, 6), pp. 9–58.
- Spiritualità e potere nella cultura benedettina, in Spiritualità e potere nella cultura benedettina, Catalogo della mostra (Perugia, 4-18 settembre 2008), Perugia, 2008, pp. 11–28 ill.
- Le chiese dipendenti da San Pietro, in Pietre e mattoni nel paesaggio rurale, Perugia, 2008 (Arte e architettura. Studi e restauri, 7), pp. 25–86 con 7 figure e 5 carte topografiche.
- L'Abbazia di San Pietro in Perugia e gli studi storici, Cesena, Centro Storico Benedettino Italiano (Italia Benedettina, 35), XV-563 pp., con 21 tavv. f. t.
- Il Vasari a S. Pietro di Perugia, «Benedictina», 58 (2011), pp. 389–404.
- I priori di San Costanzo, in San Costanzo Vescovo e Martire. Storia, bibliografia, liturgia, Torrita di Siena, Società Bibliografica Toscana, 2012 pp. 43–60, 3 figg.
- La Colonia agricola di San Pietro a Perugia (1862-1890), «Rivista di storia dell'agricoltura», 52 (2012), pp. 55–74.
- Il culto mariano nella liturgia, in Maria, Mater nostra: riflessioni teologiche, esperienze mistiche e culto, a cura di P. Giustino Farnedi, Perugia, Morlacchi editore, 2013, pp. 71-118.
- Gaetano Chierici, Una visita all'isola di Montecristo, a cura di Giustino Farnedi o.s.b., Portoferraio (Isola d'Elba), Associazione Amici di Montecristo, 2014.
- I monaci del Monte dalle guerre mondiali al Duemila, in Un Papa, la Madonna e il loro monastero. 1814-2014, a cura di Giovanni Spinelli O.S.B., Cesena, Stilgraf, 2014, pp. 69- 92.
- Monasteri Benedettini in Umbria. Alle radici del paesaggio umbro, Cesena, Centro Storico Benedettino Italiano-Regione Umbria, 2014 (Biblioteca del Monasticon, 1), pp. XCIV, 392, foto e mappe, 2 tavv. f.t.
- L'abbazia di San Pietro in Perugia nel Seicento. Centro di studi teologici e scientifici, in Seicento monastico italiano. Atti del X Convegno di Studi storici sull'Italia Benedettina (Casamari, 15-18 settembre 2011), Cesena, Centro Storico Benedettino Italiano, 2014 (Italia Benedettina, 37), pp. 139-176.
- L'unione delle Benedettine di Montefiascone all'Osservanza dell'Adorazione Perpetua, in Catherine Mectilde De Bar (1614-1698). Nel quarto centenario della nascita. Atti del convegno per il IV Centenario della nascita di Suor Catherine Mectilde de Bar (9-11 settembre 2014), a cura di Nadia Togni e Annamaria Valli, Montefiascone, Monastero di San Pietro, 2015, pp. 1- 24.
- Bibbia e liturgia nelle espressioni documentarie e artistiche di San Pietro di Perugia, in Les Bibles atlantiques. Le manuscrit biblique à l'époque de la réforme de l'Église du XIe siècle, dir. de Nadia Togni, Firenze, Sismel, 2016 (Millennio Medievale, 110), pp. 375-415, fig. 6 f.t.
- Montecassino e l'abbazia di S. Pietro di Perugia, in «Sodalitas». Studi in memoria di don Faustino Avagliano, a cura di Mariano Dell'Omo, Federico Marazzi, Fabio Simonelli, Cesare Crova, Montecassino, 2016 (Miscellanea Cassinese, 86), pp. 323-334.
- Leone Pavoni abate di San Pietro di Perugia, in Sassoferrato dal Louvre a San Pietro: la collezione riunita, Passignano sul Trasimeno (PG), Aguaplano, 2017, pp. 289-303.
- Dom Leandro Novelli o.s.b. e “Ravennatensia”, in Ravennatensia 1966-2016. Cinquant'anni di ricerche storiche sulla religiosità locale. Atti del XXXIV convegno di Ravennatensia (Ferrara, 7-8 ottobre 2016), a cura di Maurizio Tagliaferri, Imola, Editrice il nuovo diario messaggero, 2018 (Centro Studi e Ricerche Antica Provincia Ecclesiastica Ravennate, 27), pp. 137-148.
- Il breviario trecentesco di San Pietro di Perugia. Il manoscritto Firenze, Biblioteca Medicea Laurenziana, Conv. Soppr. 461, in La memoria del chiostro. Studi di storia e cultura monastica in ricordo di Padre Pierdamiano Spotorno o.s.b. archivista, bibliotecario e storico di Vallombrosa (1936-2015), a cura di F. Salvestrini, Firenze, Olschki, 2019, pp. 483-512.
- Le lettere di Itala Mela, in Lettere della beata Itala Mela all'abate di San Paolo, Roma, San Paolo fuori le mura, 2020.
- Monasteri dipendenti da Farfa in Umbria, in L'abbazia altomedievale come istituzione dinamica. Il caso di S. Maria di Farfa (Abbazia benedettina di Farfa, 13-14 marzo 2015), Roma, Istituto Storico Italiano per il Medioevo, 2020 (Fonti e studi Farfensi, 2).
- Montecristo. L'isola dei monaci, in Monastero di San Mamiliano a Montecristo. Atti della giornata di studi (Portoferraio, 21 maggio 2016), a cura di Nadia Togni, Portoferraio (Isola d'Elba), Associazione Amici di Montecristo, 2020, pp. 25-48.
- Pozzi e cisterne in San Bietro di Perugia, «Benedictina», 68 (2021), pp. 71-96.
- Das “Centro storico benedettino italiano”, «Studien und Mitteilungen zur Geschichte des Benediktinerordens und seiner Zweige», 132 (2021), pp. 165-178.

## Cariche onorifiche e riconoscimenti
- 2011, Grande Ufficiale dell'Ordine equestre del Santo Sepolcro di Gerusalemme.
- 2016, Accademico della Rubiconia Accademia dei Filopatridi, Savignano sul Rubicone (FC).
- 2020, Onorificenza del Lôm d'Or, premio d'onore dei Romagnoli illustri attribuito dalla Rubiconia Accademia dei Filopatridi